# Ivan Bašić
Ivan Bašić (ur. 30 kwietnia 2002 w Imotskim) – bośniacki piłkarz urodzony w Chorwacji, występujący na pozycji ofensywnego pomocnika, w rosyjskim klubie FK Orenburg.

## Sukcesy

### Zrinjski Mostar
- Mistrz Bośni i Hercegowiny: (2021/2022)[4]